# Medische School van Salerno

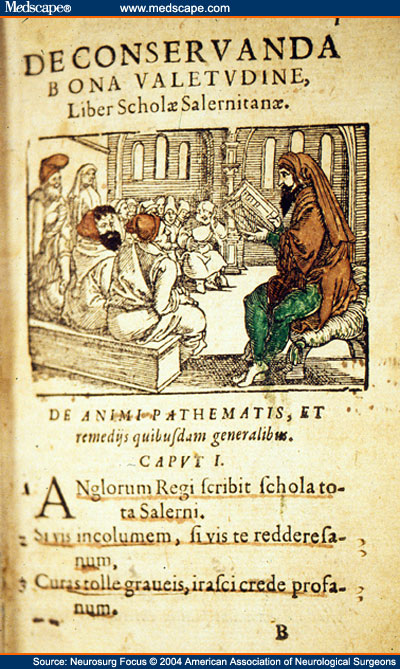
Constantijn de Afrikaan doceert in de Medische School van Salerno

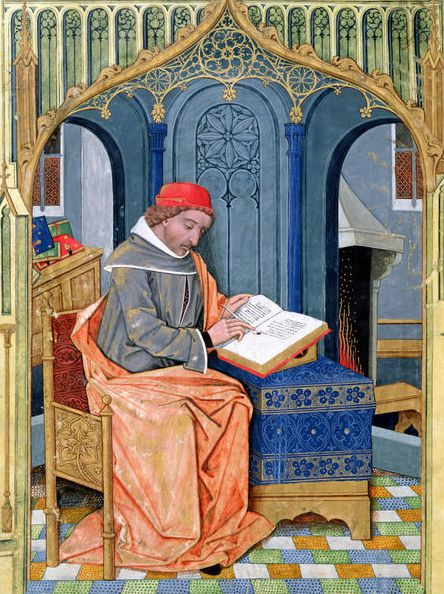
Matthaeus Platearius inventariseert de medicinale planten

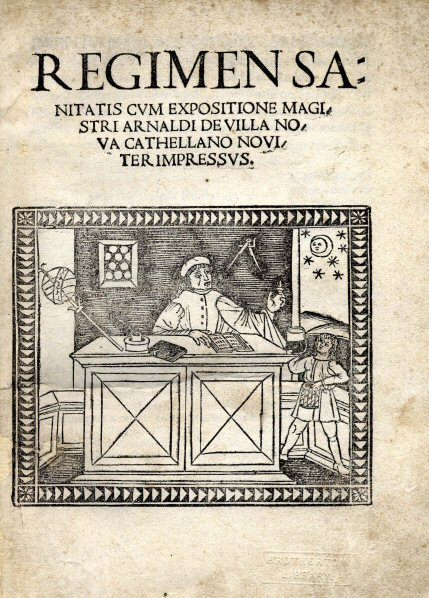
Regimen Sanitatis Salernitanum: een medisch handboek uit Salerno

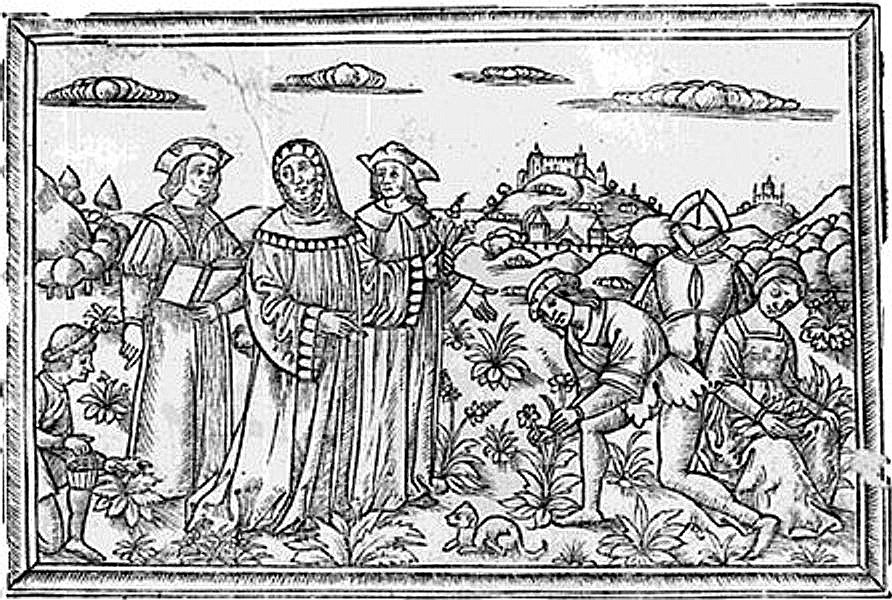
Mattheaus Silvaticus onderwijst studenten in de Botanische Tuin. Achtergrond: Castello di Arechi

De Medische School van Salerno of Scuola Medica Salernitana (9e eeuw – 1811) gaat door als de oudste medische school in het christelijke Europa. Zij bevindt zich in Salerno, in Zuid-Italië, in de buurt van Napels. Tijdens de middeleeuwen was zij toonaangevend voor haar onderwijs in de medicijnen. Het succes wordt verklaard door de beïnvloeding met Arabische, Joodse en Grieks-Byzantijnse medische kennis. Met keizer Frederik II, stichter van de universiteit van Salerno, sloot de Medische School aan aan de keizerlijke universiteit (13e eeuw).
Als aparte entiteit verdween ze in 1811, onder het napoleontische bestuur. Sindsdien herinnert de naam Scuola Medica Salernitana in leerstoelen en onderzoeksprogramma’s van de faculteit geneeskunde aan de gloriedagen uit de middeleeuwen.

## Historiek

### Context
Salerno bevond zich in de 8e eeuw aan een kruispunt van culturen. Salerno werd al eeuwen bestuurd door Longobardische adel, in Longobardia minor of Zuid-Lombardije in Zuid-Italië. De stad kende twee sterke minderheden die al eeuwen vertegenwoordigd waren: een Joodse en een Byzantijnse; het Byzantijnse Rijk bezat in wisselende mate kustgebieden in Zuid-Italië. Daarnaast waren er islamitische handelaars en vrijgelaten moslimslaven uit het naburige emiraat Sicilië.
In de 8e eeuw was er geen interesse in medisch onderwijs in West-Europa. Geneeskunde behoorde niet tot de zeven vrije kunsten of Artes Liberales. Kathedraalscholen, kapittelscholen en kloosterscholen onderwezen enkel de Vrije Kunsten, en dit alles was in handen van Roomse geestelijkheid. Geneeskunde was iets voor 'praktijklui' in hun ogen. 

### Stichtingslegende
In Salerno stichtten vier medici een school voor opleiding, wars van wat geestelijken tot dan toe onderwezen. Zo schreef Antonio Mazza, de 17e-eeuwse prior van de Medische School hoe deze in de 9e eeuw ontstaan was. De Medische School was ten tijde van Mazza over zijn hoogtepunt heen. Mazza beschreef de volgende vier medici-stichters: Helinus, rabbijn-medicus; Pontus, een Byzantijns medicus; Abd Allah, een Arabisch medicus; Salernus, een Romaans-Longobardische medicus. Elk van de vier hoogleraren onderwees in zijn eigen taal. Het ging respectievelijk om het Hebreeuws, Grieks, Arabisch en Latijn. Het was Mazza die de stichtingslegende plaatste in het begin van de 9e eeuw. 
Over het waarheidsgehalte van de stichtingslegende werd veel gedebatteerd. De legende geeft alleszins aan dat er in Salerno een nieuwe vorm van onderwijs ontstond: de Medische School had namelijk slechts een losse band met de geestelijkheid van het aartsbisdom Salerno. De kennis over de medicijnen kwam van buiten de grenzen van het Longobardische Rijk: uit het Arabische Rijk, het Byzantijnse Rijk en de Joodse diaspora. 

### Toonaangevend centrum voor de middeleeuwse geneeskunde
De artsen-hoogleraars in Salerno organiseerden zich. Aan het hoofd stond een praeses, de belangrijkste praktiserende arts. Later kwam er een prior bij. De prior hield zich bezig met de organisatie van het onderwijs.
Reeds in de 10e eeuw doken er medici in Europa op die opgeleid waren in Salerno. Adalbero van Reims, een 10e-eeuwse aartsbisschop van Reims, was een patiënt in Salerno; hij onderging er een operatie voor een blaassteen.
In de 11e eeuw viel Salerno in handen van de Normandiërs. Het vorstendom Salerno kwam hiermee ten einde. De Normandiërs verhuisden hun hoofdstad van Salerno naar Palermo op Sicilië. Nochtans bleef Salerno bekend om zijn aartsbisdom en Medische School. De 11e eeuw betekende de start van een grote reputatie voor de Medische School. Constantijn de Afrikaan gaf les en publiceerde nadien als monnik in Monte Cassino tientallen boeken over geneeskunde. Hij vertaalde tot dan toe onbekende medische werken van Joodse, Arabische en Romeinse medici. De kopiisten in Monte Cassino en andere abdijen kopieerden zijn manuscripten, wat belangrijk bijdroeg tot het succes van de Medische School. Alfanus, aartsbisschop van Salerno, steunde de ontwikkeling van de Medische School; zelf vertaalde hij ook medische werken naar het Latijn. Salerno en de abdij van Monte Cassino lagen weliswaar honderd km van elkaar, maar de samenwerking leverde succes op. De medische kennis geraakte dankzij de monniken op schrift. Zo kende het werk van Constantijn de Afrikaan maar ook van andere grote medici in Salerno een vlotte verspreiding. Geneeskunde werd een nieuw domein voor de scriptoria in de abdijen van Europa.
Vanaf de 11e eeuw studeerden er dan ook studenten afkomstig uit heel Europa, Noord-Afrika en het Midden-Oosten. 
In de 12e eeuw doceerde in de School van Salerno een gerenommeerd medicus: Matthaeus Platearius. Hij stelde een boek op met medicinale planten. Het werd de handleiding voor andere botanici in Europa. Na hem, in de 13e eeuw, schreef Nicolaus Myrepsus, Byzantijn en hoogleraar, een werk over geneesmiddelen: Antidotarium. Myrepsus schrapte overbodige brouwsels en standaardiseerde de dosissen van de andere geneesmiddelen. Het werd eveneens een standaardwerk zoals dat van Platearius.
Opdat de studenten geneeskunde alles gemakkelijk konden memoriseren, werd er al eens in rijmen gedoceerd. In het Regimen sanitatis Salernitarium bijvoorbeeld staan in het Latijn didactische verzen. Het kende vele versies buiten Salerno. Een extract uit het Regimen Sanitatis Salernitanum :
Si tibi deficiant medici
Medici tibi fiant haec tria :
Mens laeta, requies, moderata diaeta.
Dit betekent: Indien medici je ontbreken, mogen de volgende drie zaken jouw medicus zijn: een blij gemoed, rust en een gematigd dieet.
Aan de Medische School mochten vrouwen medicijnen studeren. Dit was merkwaardig want vrouwelijke studenten waren niet toegelaten in de abdijscholen of andere scholen in handen van de geestelijkheid. Zo kende de Medische School van Salerno bovendien vrouwelijke hoogleraren. Zij hadden faam tot in Engeland. De vrouwelijke hoogleraren uit Salerno werden de Mulieres Salernitanae genoemd. De bekendste was Trota van Salerno (12e eeuw); andere bekende vrouwelijke medici waren Abella, Rebecca de Guarna, een chirurg, Mercuriade en Constantia Calenda.
In de 13e eeuw stichtte Frederik II van Hohenstaufen, keizer van het Rooms-Duitse Rijk en koning van Sicilië, de universiteit van Salerno (1224). De Medische School sloot aan bij de keizerlijke universiteit. Frederik II gaf het bevel dat praktiserende artsen een diploma van Salerno moesten voorleggen om een praktijk te mogen uitoefenen in zijn rijk.
Met andere woorden, de 11e tot 13e eeuw vormden het hoogtepunt van de Medische School van Salerno.
In de 14e eeuw opende Matthaeus Silvaticus de botanische tuin van de school. Studenten leerden er alles over geneeskrachtige kruiden. De botanische tuin werd later bekend als de Giardino della Minerva. Silvaticus publiceerde zijn meesterwerk Opus Pandectarum Medicinae, een lexicon over geneesmiddelen. Na Silvaticus ging de faam van de Medische School van Salerno langzaam bergaf. Salerno kreeg te maken met geduchte concurrenten voor het onderwijs van geneeskunde. Onder meer de universiteiten van Montpellier, Bologna, Pavia en Parijs kenden een belangrijke opgang.

### Nadien Faculteit Geneeskunde
In de 17e – 18e eeuw was de Medische School van Salerno weliswaar bekend doch veel kleiner geworden. Een alumnus is bijvoorbeeld de Fransman Jean Baptiste Bassand.
In 1811 schafte Joachim Murat, koning van Napels onder het Napoleontische regime, de Medische School af. De laatste residentie was het Palazzo Copeta. Murat vormde het om tot een school voor Openbare Gezondheid. De rol van de Medische School ging over in deze van de Faculteit Geneeskunde van de universiteit.